# Liste von Burgen und Festungen in Armenien

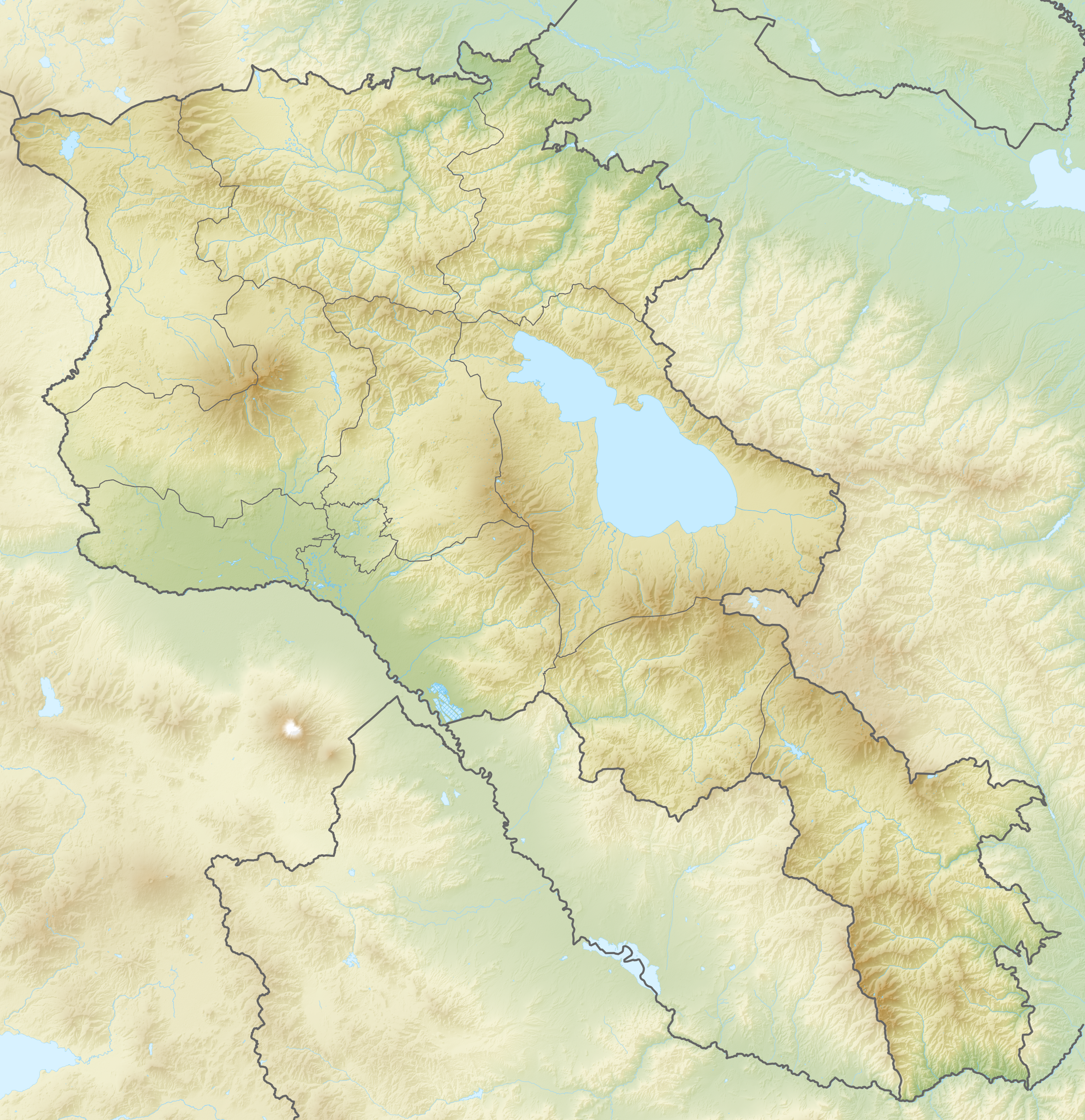
Gebiet der Republik Armenien

Die Liste der Burgen und Festungen in Armenien listet Burgen und Festungen auf dem Gebiet der heutigen Republik Armenien auf. Es handelt sich um eine unvollständige Liste. Für die historische Region Westarmenien siehe die Liste von Burgen und Festungen in der Türkei.
Sämtliche Informationen wurden aus den jeweiligen Artikeln und urartäische Festungen auf dem Gebiet Armeniens aus der Liste urartäischer Befestigungen entnommen. Ansonsten sind die Angaben mittels Einzelnachweisen belegt.

## Erklärung zur Liste
- Name: Nennt den offiziellen Namen des Gebäudes.
- Ortschaft: Zeigt an, in oder bei welcher Gemeinde das Gebäude steht.
- Jahr: Zeigt das ungefähre Baujahr an.
- Typ: Es werden folgende Gebäudetypen unterschieden: Burg und Befestigung.
- Zustand: Bezeichnet den Zustand des Gebäudes. Es wird unterschieden nach «erhalten», «Ruine» und «verfallen».
- Bild: Zeigt wenn möglich ein Bild des Gebäudes an.
- Zutritt: Weist aus, ob das Gebäude öffentlich zugänglich ist. Hintergrundfarbe Grün= «ja», Rot= «nein»
- Bemerkenswertes: Nennt eine Besonderheit zum Gebäude.

Hinweis: Die Liste ist sortierbar: durch Anklicken eines Spaltenkopfes wird die Liste nach dieser Spalte sortiert, zweimalige Anklicken kehrt die Sortierung um. Durch das Anklicken zweier Spalten hintereinander lässt sich jede gewünschte Kombination erzielen.
| Name                                                     | Ortschaft                                          | Jahr                                            | Typ              | Zustand           | Bild / Zutritt                           | Bemerkenswertes |
| -------------------------------------------------------- | -------------------------------------------------- | ----------------------------------------------- | ---------------- | ----------------- | ---------------------------------------- | --- |
| Achtala                                                  | Achtala, Provinz Lori                              | 10. Jh. n. Chr.                                 | Burg             | Ruine             | Die Burg mit dem Kloster Achtala         | Die Burg von Achtala, welche in seinen Mauern das Kloster Achtala beherbergt, wurde im späten 10. Jh. von den Armenischen Bagratiden erbaut. |
| Amberd                                                   | Bjurakan, Provinz Aragazotn                        | 10. Jh. n. Chr.                                 | Burg             | Ruine             | Festung Amberd                           | Amberd ist eine mittelalterliche, seit 1236 teilweise zerstörte Festung, etwa 6 km vom Dorf Bjurakan entfernt auf einer Höhe von 2300 Metern am Südhang des Berges Aragaz in Armenien. Amberd war auch eine der mittelalterlichen Hauptstädte Armeniens. |
| Aramus                                                   | Aramus, Provinz Kotajk                             |                                                 | Burg             | Ruine             | –                                        | Südlich des Dorfes liegt die gleichnamige eisenzeitliche Befestigungsanlage Aramus, die zu den größten und besterhaltenen Fundorten Armeniens gehört und einen Schlüsselfundort für die Erforschung der Bronze- und Eisenzeit in dieser Region darstellt. Besonders hervorzuheben sind die Untersuchungen zur Eisenzeit, die eine kontinuierliche Nutzung der Anlage und dazugehörigen Siedlungsareal vom 10.–4. Jahrhundert v. Chr. belegen. |
| Argischtichinili bzw. Argištichinili                     | Hügel Armawir Blur und Dawti Blur, Provinz Armawir | ca. 785 bis 753 v. Chr. (Herrschaft Argišti I.) | Burg             | Ruine             | Rekonstruierte Mauern von Argištichinili | Erbaut unter dem urartäischen Herrscher Argišti I. |
| Arutsch                                                  | Arutsch, Provinz Aragazotn                         | 5. Jh. n. Chr.                                  | Burg             | Ruine             | Ruinen der Burg Arutsch                  | Die Burg von Arutsch wurde im 5. Jh. erbaut und bis ins 17. Jh. genutzt. |
| Baghaberd                                                | Andonakawan, Provinz Sjunik                        | 4. Jh. n. Chr.                                  | Burg             | Ruine             | –                                        | Baghaberd ist eine Festung, die vom 4. bis ins 12. Jh. in Benutzung war. Sie befindet sich am Fluss Voghdschi, 14 Kilometer nordwestlich der Provinzhauptstadt Kapan. |
| Berdkunk, auch Spitak Berd, Aghkala oder Ischchanaz Berd | Berdkunk, Provinz Gegharkunik                      | 10. Jh. n. Chr.                                 | Burg             | Ruine             | Festung Berdkunk                         | Eine frühmittelalterliche Festung. |
| Darani                                                   | Abowjan, Provinz Kotajk                            | ca. 785 bis 753 v. Chr. (Herrschaft Argišti I.) | Grenzbefestigung | Ruine             | –                                        | Erbaut unter dem urartäischen Herrscher Argišti I. |
| Daschtadem                                               | Daschtadem, Provinz Aragazotn                      | 7. Jh. n. Chr.                                  | Burg             | Ruine             | Festung Daschtadem                       | Die Festung Daschtadem wurde im 7. Jh. erbaut und bis ins 19. Jh. hinein genutzt. |
| Elar                                                     | Abowjan, Provinz Kotajk                            | Anfang 8. Jh. v. Chr.                           | Burg             | Ruine             | –                                        | Sie wurde von dem urartäischen König Argišti I. erbaut, besitzt aber eisenzeitliche Vorgängerbauten. |
| Erebuni, auch Irpuni                                     | Hügel Arin-Berd, Jerewan                           | 8. Jh. v. Chr.                                  | Burg             | Ruine             | Ruine Festung Erebuni                    | Festung vom Anfang des 8. Jh. v. Chr., die von den urartäischen Königen Argišti I. und Sarduri II. errichtet worden ist. |
| dḪaldiei URUKUR                                          | Gawar, Provinz Gegharkunik                         | ca. 735–714 v. Chr. (Herrschaft Rusa I.)        | Burg             | nicht ausgegraben | –                                        | Erbaut unter dem urartäischen Herrscher Rusa I. |
| Halidsor                                                 | Kapan, Provinz Sjunik                              | 17. Jh.                                         | Burgkloster      | Ruine             | Halidsor                                 | Halidsor wurde im 17. Jahrhundert als Nonnenkloster gegründet. Bekannt wurde die Festung durch ihre Verteidigung durch Davit Bek gegen die Osmanen. Der Legende nach zog er sich im Jahre 1723 mit rund 300 Freiwilligen in die Festung zurück und hielt einer Belagerung durch eine etwa 70.000 Mann starke osmanische Armee für sieben Tage stand.                                                                                          |
| Kakawaberd, auch Geghi Berd, Keghi Berd oder Kegh        | Kakawaberd, Provinz Ararat                         | 10. Jh.                                         | Burg             | Ruine             | Kakawaberd                               | Eine mittelalterliche Festung vom 10. bis 14. Jh., die in einem Reservat gelegen und daher nur mit Genehmigung zugänglich ist. |
| Kayan Berd, auch Kayanberd oder Dsevank                  | Kayan Berd, Provinz Lori                           | mglw. 10. Jh.                                   | Burgkloster      | Ruine             | Kayan Berd                               | Eine Festung und ein ehemaliges Kloster der Armenischen Apostolischen Kirche in der Provinz Lori im Norden Armeniens. Sie ist weitgehend zerstört. Das genaue Baujahr der Festung ist unbekannt. |
| Kol Pal                                                  | Provinz Gegharkunik                                |                                                 | Burg             | ?                 | –                                        | Urartäische Burg |
| Kosch                                                    | Kosch, Provinz Aragazotn                           | 13. Jh. n. Chr.                                 | Burg             | Ruine             | Festung Kosch                            | Eine mittelalterliche Burg aus dem 13. und 14. Jh. |
| Kra                                                      | Provinz Gegharkunik                                |                                                 | Burg             | ?                 | –                                        | Urartäische Burg |
| Odzaberd, ehemals dIM-I URU und Teišebai URU             | Zowinar, Provinz Gegharkunik                       | ca. 735–713 v. Chr.                             | Burg             | Ruine             | Die Reste der Festung                    | Erbaut unter dem urartäischen Herrscher Rusa I. |
| Proschaberd, auch Boloraberd                             | Wernaschen, Provinz Wajoz Dsor                     | 13. Jh. n. Chr.                                 | Burg             | Ruine             | Ruinen von Proshaberd                    | Die Festung wurde im 13. Jh. vom Prinzen Prosch Chaghbakian erbaut. |
| Sardari Berd                                             | Sardarapat, Provinz Armawir                        | ca. 1807 bis 1828 n. Chr.                       | Befestigung      | Ruine             | –                                        | Eine neuzeitliche Befestigungsanlage des Dorfes Sardarapat, erbaut zwischen 1807 und 1828 unter der Regentschaft von Hossein Khan Sardar (1742–1831), dem persischen Gouverneur des Khanates Jerewan. |
| Smbataberd                                               | Jeghegis, Provinz Wajoz Dsor                       | 10. Jh. n. Chr.                                 | Burg             | Ruine             | Ruinen von Smbataberd                    | Die Ruine einer mittelalterlichen Festung in der südarmenischen Provinz Wajoz Dsor oberhalb des Dorfes Jeghegis, die im 10. Jahrhundert ausgebaut wurde und bis zu ihrer mutmaßlichen Eroberung durch die Mongolen im 13. Jahrhundert im Besitz der Orbelian-Fürstenfamilie war. |
| Teischebani, auch Teišebai URU oder Teišebai ardi        | Hügel Karmir Blur, Jerewan                         | ca. 680 v. Chr.                                 | Burg             | Ruine             | Rekonstruierter Eingang zur Festung      | Die Ruinen der Stadt liegen in einem südwestlichen Vorort von Jerewan auf dem Hügel Karmir Blur („Roter Hügel“). Teišebai URU wurde von König Rusa II. zu Beginn seiner Regierung (ca. 680 v. Chr.) erbaut. Erebuni (Arin-Berd), die alte Hauptstadt der urartäischen Provinz 'Aza, wurde verlassen und der Schatz der Stadt nach Teišebai gebracht. Die Stadt war gleichzeitig Festung.                                                      |
| Uschiberd                                                | Uschi, Provinz Aragazotn                           | 10. Jh. n. Chr.                                 | Burg             | Ruine             | Festung Uschiberd                        | Eisenzeitliche Festung nahe dem Dorf Uschi, die vom 10. bis 18. Jh. in Benutzung war. |
| Vorotnaberd bzw. Worotnaberd                             | Worotan, Provinz Sjunik                            | 5. Jh. n. Chr.                                  | Burg             | Ruine             | Ruinen von Vorotnaberd                   | Die Ruine einer Festung in der südarmenischen Provinz Sjunik, deren Ursprünge möglicherweise bis in vorchristliche Zeit zurückreichen. Die größte Bedeutung für die armenische Geschichte erlangte sie während der im 13. und 14. Jahrhundert unabhängig herrschenden Orbelian-Dynastie und als Stützpunkt des armenischen Militärführers Davit Bek, der 1724 die Festung im Kampf gegen die persischen Safawiden eroberte.                   |
| Wardenik                                                 | Wardenik, Provinz Gegharkunik                      |                                                 | Burg             | ?                 | –                                        | Urartäische Burg. |
| Zowak                                                    | Zowak, Provinz Gegharkunik                         |                                                 | Burg             | ?                 | –                                        | Urartäische Burg, die bis ins frühe Mittelalter weiter genutzt wurde. |

## Bemerkungen und Einzelnachweise
1. ↑  Akhtala. In: armeniadiscovery.com. Armenia Discovery, abgerufen am 29. März 2019 (englisch).
2. ↑  Baghaberd Fortress. In: armenia.travel. Staatliches Tourismus-Komitee, Ministerium für wirtschaftliche Entwicklung und Investition der Republik Armenien, abgerufen am 30. März 2019 (englisch).
3. ↑  Erebuni Fortress. In: armenia.travel. Staatliches Tourismus-Komitee, Ministerium für wirtschaftliche Entwicklung und Investition der Republik Armenien, abgerufen am 30. März 2019 (englisch).
4. ↑  Kakavaberd. In: armenia.travel. Staatliches Tourismus-Komitee, Ministerium für wirtschaftliche Entwicklung und Investition der Republik Armenien, abgerufen am 30. März 2019 (englisch).
5. ↑  Boloraberd (Proshaberd). In: traveltoarmenia.am. TravelToArmenia.am, archiviert vom Original (nicht mehr online verfügbar) am 30. März 2019; abgerufen am 30. März 2019 (englisch).  Info: Der Archivlink wurde automatisch eingesetzt und noch nicht geprüft. Bitte prüfe Original- und Archivlink gemäß Anleitung und entferne dann diesen Hinweis.